# لری هگمن
لری مارتین هگمن (انگلیسی: Larry Martin Hagman، زاده ۲۱ سپتامبر ۱۹۳۱ – درگذشته ۲۳ نوامبر ۲۰۱۲) کارگردان و تهیه‌کننده آمریکایی بود.
هگمن با حضور ۱۳ ساله خود در سریال آبکی دالاس به یکی از سرشناس‌ترین چهره‌های تلویزیونی در آمریکا تبدیل شده بود. او در ایران بیشتر به خاطر نقش‌آفرینی در سریال خواب جینی را می‌بینم (دختر شاه پریون) شناخته شده بود. وی فرزند بازیگر و خوانندهٔ آمریکایی مری مارتین بود.
از فیلم‌هایی که او در آن بازی کرده‌است، می‌توان به یاغی‌ها، رنگ‌های اصلی و مادر، کوزه‌ها و سرعت اشاره کرد.
وی در سال ۲۰۱۲ بر اثر ابتلا به سرطان حنجره در ۸۱ سالگی درگذشت.